# Pedro Corrêa do Lago
Pedro Corrêa do Lago, né le 15 mars 1958, est un historien de l'art et conservateur brésilien qui a réuni la plus grande collection privée de lettres et de manuscrits autographes au monde. 
Auteur de plus de 20 livres sur les manuscrits et l'art brésilien, il a occupé de 2003 à 2005 le poste de président de la Bibliothèque nationale du Brésil. Avec sa femme Bia Corrêa do Lago, il a fondé en 2002 Capivara, une maison d'édition de livres d'art spécialisée dans les catalogues raisonnés d'artistes travaillant au Brésil. Depuis 2012, il est chroniqueur pour le magazine mensuel Piaui.

## Biographie
Fils du diplomate brésilien Antonio Corrêa do Lago et petit-fils de l'homme d'État Oswaldo Aranha (en), Pedro Corrêa do Lago a passé une bonne partie de son enfance en Europe et en Amérique du Sud quand il suivait son père dans ses diverses missions diplomatiques. Il possède un master en économie de l'université pontificale catholique de Rio de Janeiro et parle cinq langues. Entre 1987 et 2003, il a exercé comme libraire spécialiste en livres anciens à São Paulo, et comme représentant de Sotheby's dans cette même ville de 1986 à 2012. Il est également membre du conseil d'administration de la Biennale de São Paulo depuis 1992, et membre titulaire de Instituto Histórico e Geográfico Brasileiro (IHGB) depuis 2008. Pedro Corrêa do Lago a été le commissaire de plusieurs expositions, dont Le regard lointain à la Biennale de São Paulo en 2000, Frans Post – Le Brésil à la cour de Louis XIV au Musée du Louvre en 2005 et L'Empire brésilien et ses photographes au Musée d'Orsay en 2005. Il a également été le commissaire de Brasiliana Itaú, une exposition permanente depuis 2014 à l'Espaço Olavo Setubal de l'Instituto Itaú Cultural à São Paulo,,,,.

### Collectionneur de manuscrits
Se livrant à sa passion dès sa jeune adolescence, Pedro Corrêa do Lago a constitué ces 50 dernières années la collection privée de lettres et de manuscrits autographes considérée la plus importante au monde,. Depuis la parution en 2003 de son livre intitulé Cinq siècles sur papier, publié dans cinq langues,,, Pedro Corrêa do Lago n'a cessé d'élargir sa collection, au point qu'elle en devienne la plus complète dans ses six domaines de prédilection : l'art, la littérature, l'histoire, la science, la musique, ainsi que le cinéma et les arts du spectacle. Pendant plus de 45 ans, il a rassemblé des dizaines de milliers de lettres, documents, photographies signées et autres pièces manuscrites en tous genres qui remontent jusqu'à l'an 1153, de la main des quatre ou cinq mille personnalités qu'il considère les plus éminentes dans ces domaines depuis 1500,,,. Des pièces de choix de Isaac Newton, Albert Einstein, Mozart, Beethoven, Van Gogh, Picasso, James Joyce, Proust, Henry VIII et Gandhi ou encore Chaplin et Walt Disney alimentent ainsi cette collection. De ces manuscrits, 130 ont été retenus et exposés pour la première fois au public à The Morgan Library and Museum à New York, entre juin et septembre 2018. Le livre de l'exposition a été publié par Taschen dans 6 langues en 2019.

### Éditions Capivara
Avec sa femme Bia, Pedro Corrêa do Lago a fondé en 2002 Capivara, une maison d'édition spécialisée dans l'art brésilien. Il a dirigé les équipes chargées des premières recherches sur les principaux artistes étrangers ayant travaillé au Brésil avant le XXe siècle, dont Frans Post et Jean-Baptiste Debret. Nombre d'importants tableaux ont ainsi été redécouverts ou réattribués par Pedro Corrêa do Lago, qui a également retrouvé et identifié des milliers de photographies historiques et documents manuscrits, dont le tout premier tirage photographique de l'histoire des Amériques par Hercule Florence,,. En 2008, le couple a retrouvé en Europe, dans la collection d'une famille royale, la collection photographique perdue de la princesse Isabelle du Brésil (régente du Brésil qui s'exila en 1889) et dévoilé ainsi un millier d'images, presque toutes inédites, dans un livre publié l'année suivante. Pedro Corrêa do Lago a aussi été l'éditeur de Vik Muniz : Catalogue raisonné, 1987–2015, qui présente l'ensemble de l'œuvre du plus célèbre artiste brésilien contemporain.

### Bibliothèque nationale du Brésil
Invité par Gilberto Gil, alors ministre de la Culture], Pedro Corrêa do Lago a été président de la Bibliothèque nationale du Brésil de février 2003 à octobre 2005. Il s'est attaché à réorganiser d'importants services au sein de l'institution,, et à créer un magazine mensuel illustré influent sur l'histoire du Brésil (Revista de História da Biblioteca Nacional),,. L'exercice de ses fonctions s'est toutefois vu marqué par la forte opposition des dirigeants syndicaux des employés de la bibliothèque, quand leur nouveau président leur a retiré des privilèges illégaux que les administrations antérieures leur avaient accordés,.
Au milieu de l'année 2005, une grève de trois mois des fonctionnaires du ministère de la Culture a forcé la Bibliothèque nationale à fermer ses portes pendant toute cette période. S'est alors produit un vol de pièces rares, dont des photographies, des imprimés et des dessins, qui ont par la suite été en partie retrouvées,. Le délit fut perpétré par une bande qui avait déjà pillé d'autres institutions culturelles du pays au début des années 2000 et dont les membres ont finalement été emprisonnés. Dans la Bibliothèque nationale désertée, ils opéraient en toute liberté après avoir soudoyé les gardiens, un modus operandi inconnu à l'époque de l'enquête et qui n'a été découvert que des années plus tard,,,. Dans l'intervalle, les spéculations sur la sécurité de la bibliothèque ont servi aux syndicats pour renforcer leur opposition et conduit Pedro Corrêa do Lago à démissionner en octobre 2005,.
Des poursuites judiciaires ont ensuite été entreprises par des opposants politiques de Pedro Corrêa do Lago concernant sa gestion de la Bibliothèque nationale, mais il a finalement été acquitté de l'ensemble des charges,, . Avec un comité de rédaction formé par d'éminents historiens brésiliens, le magazine d'histoire illustré Revista de História da Biblioteca Nacional que Corrêa do Lago avait fondé a vu sa publication se poursuivre pendant les onze années qui ont suivi son départ de l'institution, rendant par là même l'histoire du Brésil accessible à des millions de citoyens.

### Vie privée
Depuis 1994, Pedro Corrêa do Lago est marié à Maria Beatriz (Bia) Fonseca et a deux beaux-fils. Fille de l'écrivain brésilien Rubem Fonseca, Bia est coauteur avec son mari de quatre livres ; pendant quinze ans, elle a animé un important programme littéraire à la télévision brésilienne (Umas Palavras, de 2001 à 2016),. En 2017, elle a co-créé une télénovela pour TV Globo (Tempo de Amar).

## Publications
Spécialiste de l'iconographie brésilienne des périodes coloniale et impériale, Pedro Corrêa do Lago a signé 22 livres et catalogues depuis 1996, dont les catalogues raisonnés de l'œuvre brésilienne de Frans Post (2006, avec sa femme Bia), Jean-Baptiste Debret (2008, avec Júlio Bandeira) et Nicolas Antoine Taunay (2009). Il a aussi dirigé les deux éditions du catalogue raisonné de Vik Muniz (en 2009 et 2015), ainsi qu'encouragé et supervisé la publication d'autres catalogues raisonnés notables, dont ceux de Johann Moritz Rugendas (2010), Armand Julien Pallière (2011) et Albert Eckhout (2010). Il a par ailleurs publié des monographies sur des photographes (Militão, 2001) et sur des collections qu'il a contribué à réunir (Instituto Itaú Cultural, 2009), ainsi qu'une photobiographie de son grand-père Oswaldo Aranha, acclamée par la critique (2017),.

## Culture populaire
Pedro Corrêa do Lago a inspiré les personnages de deux romans à succès : le libraire Miguel Solera de Lara dans O Xangô de Baker Street de Jô Soares (1995), et Paulo Ferreira da Lagoa dans Codex 632 (2005) par l'écrivain portugais José Rodrigues dos Santos.